# ウチャ・ゴゴラゼ
ウチャ・ゴゴラゼ (グルジア語: უჩა გოგოლაძე、グルジア語ラテン翻字: Ucha Gogoladze、1990年5月2日 – ）は、ジョージアのサッカー選手。FCアルゲティ・マルネウリ所属。